# Pęczki-Kozłowo (gromada)
Pęczki-Kozłowo – dawna gromada, czyli najmniejsza jednostka podziału terytorialnego Polskiej Rzeczypospolitej Ludowej w latach 1954–1972.
Gromady, z gromadzkimi radami narodowymi (GRN) jako organami władzy najniższego stopnia na wsi, funkcjonowały od reformy reorganizującej administrację wiejską przeprowadzonej jesienią 1954 do momentu ich zniesienia z dniem 1 stycznia 1973, tym samym wypierając organizację gminną w latach 1954–1972.
Gromadę Pęczki-Kozłowo z siedzibą GRN w Pęczkach-Kozłowie utworzono – jako jedną z 8759 gromad na obszarze Polski – w powiecie ciechanowskim w woj. warszawskim, na mocy uchwały nr VI/10/1/54 WRN w Warszawie z dnia 5 października 1954. W skład jednostki weszły obszary dotychczasowych gromad Bartołdy, Długołęka Wielka, Kraski Ślesice(), Pokojewo i Pęczki-Kozłowo oraz wsie Sosnowo i Chmielewo z dotychczasowej gromady Sosnowo, wieś Klonowo z dotychczasowej gromady Klonowo i przysiółek Gustawin z dotychczasowej gromady Turowo ze zniesionej gminy Bartołdy w tymże powiecie. Dla gromady ustalono 11 członków gromadzkiej rady narodowej.
31 grudnia 1959 do gromady Pęczki-Kozłowo przyłączono obszar zniesionej gromady Wola Wierzbowska w tymże powiecie (bez kolonii Trętowo-Połzy, Załuże-Imbrzyki i Załuże-Niemierzyce).
31 grudnia 1961 do gromady Pęczki-Kozłowo włączono wsie Brzozowo Małe, Brzozowo Wielkie, Zielona i Żmijewo ze zniesionej gromady Zielona w tymże powiecie.
1 stycznia 1969 z gromady Pęczki-Kozłowo wyłączono kolonię Wyderka, włączając ją do gromady Czernice Borowe w powiecie przasnyskim w tymże województwie.
Gromada przetrwała do końca 1972 roku, czyli do kolejnej reformy gminnej.